# Strešna prizma
Strešna prizma je vsaka optična prizma, ki vsebuje del, ki ima dve površini, ki se stikata pod kotom 90°. Odboj na teh dveh površinah da sliko, ki je premaknjena na stran glede na os, kjer se sekata »strešni« ploskvi (glej sliko).

## Oblike strešnih prizem
Najbolj preprosta oblika strešne prizme je Porrova prizma. Druge znane strešne prizme so Amicijeva prizma, Abbe-Königova prizma in Schmidt-Pechanova prizma ter strešna pentaprizma.